# Tylenchina
Ne doit pas être confondu avec Tylenchida.
Sous-ordre
Tylenchina est un sous-ordre de nématodes de l'ordre des Rhabditida.

## Liste des infra-ordres
Selon World Register of Marine Species (22 mai 2021) et l'INPN (22 mai 2021) :
- Cephalobomorpha
- Drilonematomorpha
- Panagrolaimomorpha
- Tylenchomorpha